# NGC 1732
NGC 1732 ist die Bezeichnung eines offenen Sternhaufens im Sternbild Dorado am Südsternhimmel.
Das Objekt wurde am 23. November 1834 vom britischen Astronomen John Herschel entdeckt.